# Société française de recherche opérationnelle et d'aide à la décision
 (novembre 2021).
La Société française de recherche opérationnelle et d'aide à la décision, plus connue sous son acronyme ROADEF pour Recherche opérationnelle et aide à la décision en France, est une société professionnelle à but non lucratif qui a pour but de promouvoir  l'enseignement, la recherche, la formation, l'application et la création de connaissances le domaine scientifique de la recherche opérationnelle (RO) et de l'aide à la décision en France. La société est membre de l'Association des sociétés européennes de recherche opérationnelle (EURO), organisation faîtière européenne, et de la Fédération internationale des sociétés de recherche opérationnelle (IFORS).

## Historique
La société a été créée en 1998. Sa mission est d'encourager le développement de la recherche opérationnelle et de l'aide à la décision en France, de diffuser les connaissances et pratiques de ces domaines dans l'industrie et de promouvoir leur enseignement dans l'éducation.
Les membres fondateurs de la ROADEF étaient Denis Bouyssou, Jacques Carlier, Philippe Chrétienne, Stéphane Dauzère-Pérès, Dominique Fortin, Xavier Gandibleux, Nelson Maculan Filho, Ali Ridha Mahjoub, Gérard Plateau, Jean-Charles Pomerol, Marie-Claude Portmann, Christian Proust, Catherine Roucairol, Bernard Roy, ainsi que quelques laboratoires de recherche en RO-AD, à savoir le LAMIH (Université de Valenciennes et du Hainaut-Cambrésis), Laboratoire d'analyse et modélisation de systèmes pour l'aide à la décision (Lamsade) (Université Paris-Dauphine) et quelques entreprises pratiquant la RO-AD, comme Bouygues, Eurodecision, Gaz de France, SNCF. 
Ses statuts ont été déposés le 2 février 1998. 

## Manifestations
Chaque année, la ROADEF organise un congrès de trois jours permettant de réunir la communauté française de recherche opérationnelle, ainsi que des intervenants étrangers. L'édition 2017 a réuni environ 400 participants. ROADEF organise également régulièrement des événements industriels pour favoriser les échanges entre universitaires et professionnels.
Tous les deux ans, et en collaboration avec la société européenne EURO, un « défi » est proposé à la communauté en RO. Des équipes de recherche internationales rivalisent pour résoudre au mieux un problème d'optimisation du monde réel fourni par une entreprise. Les derniers problèmes ont été proposés par Air Liquide, SNCF, Google, EDF. Le gagnant du concours est dévoilé lors de la conférence EURO.

## Publications
Conjointement avec la Société belge pour la recherche opérationnelle et la Société italienne de recherche opérationnelle, ROADEF publie le périodique 4OR - A Quarterly Journal of Operations Research (en), publié par Springer Science+Business Media. Tous les 6 mois, un bulletin imprimé et en ligne, le Bulletin de la ROADEF, rebaptisé "On the ROAD" en 2019, est envoyé aux membres. Il comprend des nouvelles, des interviews et de brèves présentations de domaines de recherche en RO-AD par des experts scientifiques. De plus, ROADEF a la responsabilité scientifique de la revue RAIRO - Operations Research.

## Prix décernés

### Prix Robert Faure
Ce prix, nommé en hommage à Robert Faure, pionnier de la recherche opérationnelle en France, vise à encourager une contribution originale dans le domaine de l'aide à la décision et de la recherche opérationnelle[source insuffisante].

### Prix Jeune chercheur
Le prix Jeune Chercheur récompense un jeune chercheur (ayant récemment obtenu son doctorat ou en thèse) pour sa contribution à la recherche opérationnelle et aux sciences de la décision. Le prix est décerné chaque année par un jury scientifique lors de la conférence ROADEF.

## Liste des dirigeants
| Identité               | Période | Période | Durée |
| Identité               | Début   | Fin     | Durée |
| ---------------------- | ------- | ------- | ----- |
| François Clautiaux (d) | 2019    | 2021    | 2 ans |
| Sandra Ngueveu (d)     | 2021    | 2023    | 2 ans |